# Ronde van Hokkaido
De Ronde van Hokkaido is een jaarlijkse wielerwedstrijd op het Japanse eiland Hokkaido. De wedstrijd bestaat al sinds 1987. Sinds 2005 maakte de wedstrijd deel uit van de UCI Asia Tour, in de categorie 2.2.

## Podiumplaatsen
| Jaar | Eerste               | Tweede              | Derde                         |
| 1987 | Matsuyoshi Takahashi | Mitsuhiro Suzuki    | Nobohatsu Hara                |
| 1988 | Kazuya Hashizume     | Kyoshi Miura        | Mitsuhiro Suzuki              |
| 1989 | Kazuo Oishi          | Mitsuhiro Suzuki    | Hiroshi Mitani                |
| 1990 | Daisuke Imanaka      | Kazuo Oishi         | Hiroshi Daimon                |
| 1991 | Daisuke Imanaka      | Naoshi Ono          | Junichi Kikuta                |
| 1992 | Stephen Spratt       | David Hourigan      | Hiroshi Daimon                |
| 1993 | Daisuke Imanaka      | Henry Connor        | Junichi Kikuta                |
| 1994 | Naoshi Ono           | Keita Seino         | Yoshiyuki Abe                 |
| 1995 | Andreas Guidotti     | Takayuki Kakigi     | Shuietsuon Tan                |
| 1996 | Eric Wohlberg        | Brian Walton        | Steve Rover                   |
| 1997 | Michele Colleoni     | Riccardo Ferrari    | Mauro Zinetti                 |
| 1998 | Hideto Yukinari      | Michael McNena      | Shinichi Fukushima            |
| 1999 | Ken Hashikawa        | Yoshiyuki Abe       | Kazayuki Manabe               |
| 2000 | Eric Wohlberg        | Ken Hashikawa       | Yunichi Shibuya               |
| 2001 | David McCann         | Tomoya Kano         | Paul Griffin                  |
| 2002 | Simone Mori          | Tomoya Kano         | Kazuya Okazaki                |
| 2003 | Satoshi Hirose       | Tomoya Kano         | Mitsuteru Tanaka              |
| 2004 | Wong Kam-Po          | Giuseppe Ribolzi    | Eddy Hilger                   |
| 2005 | Eddy Ratti           | Kazuya Okazaki      | Miyataka Shimizu              |
| 2006 | Taiji Nishitani      | Shinri Suzuki       | Daniel McConnell              |
| 2007 | Henri Werner         | Darren Lapthorne    | Yukiya Arashiro               |
| 2008 | Takashi Miyazawa     | Joost van Leijen    | Emmanuel Van Ruitenbeek       |
| 2009 | Takashi Miyazawa     | Shinri Suzuki       | Kazuhiro Mori                 |
| 2010 | Miyataka Shimizu     | Junya Sano          | Jong Gyun Choi                |
| 2011 | Miguel Ángel Rubiano | Gyung Gu Jang       | Simone Campagnoro             |
| 2012 | Maximiliano Richeze  | Ryota Nishizono     | Kazushige Kuboki              |
| 2013 | Thomas Lebas         | Damien Monier       | Joshua Prete                  |
| 2014 | Joshua Prete         | Alessandro Malaguti | Kōhei Uchima                  |
| 2015 | Riccardo Stacchiotti | Daniele Colli       | Salvador Guardiola            |
| 2016 | Nariyuki Masuda      | Pierpaolo De Negri  | Ricardo García Ambroa         |
| 2017 | Marcos García        | Ryota Nishizono     | José Toribio                  |
| 2018 | Niet verreden        | Niet verreden       | Niet verreden                 |
| 2019 | Filippo Zaccanti     | Sam Crome           | Nur Amirul Fakhruddin Marzuki |
| 2020 | Niet verreden        | Niet verreden       | Niet verreden                 |
| 2021 | Niet verreden        | Niet verreden       | Niet verreden                 |
| 2022 | Yusuke Kadota        | Thomas Lebas        | Shoi Matsuda                  |
| 2023 |                      |                     |                               |

### Meervoudige winnaars
| Overwinningen | Renner           | Land  | Jaren            |
| ------------- | ---------------- | ----- | ---------------- |
| 3             | Daisuke Imanaka  | Japan | 1990, 1991, 1993 |
| 2             | Takashi Miyazawa | Japan | 2008, 2009       |

### Overwinningen per land
| Overwinningen | Land                                                                   |
| ------------- | ---------------------------------------------------------------------- |
| 17            | Japan                                                                  |
| 5             | Italië                                                                 |
| 2             | Canada, Ierland                                                        |
| 1             | Argentinië, Australië, Colombia, Duitsland, Frankrijk Hongkong, Spanje |

2005 · 
2006 · 
2007 · 
2008 · 
2009 · 
2010 · 
2011 · 
2012 · 
2013 · 
2014 ·
2015 ·
2016 ·
2017 ·
2018 ·
2019 ·
2020 ·
2021 ·
2022 ·
2023 · 
2024 · 
2025
Belangrijkste wedstrijden

Ronde van Hainan · Japan Cup · Ronde van Sharjah · Ronde van het Taihu-meer · Ronde van Fuzhou · Ronde van Dubai · Ronde van Qatar · Ronde van Oman · Ronde van Langkawi · Ronde van Taiwan · Ronde van Iran · Ronde van Japan · Ronde van Korea · Ronde van het Qinghaimeer · Ronde van China I · Ronde van China II · Ronde van Almaty